# Trinidad Scorpion
Il Trinidad Scorpion, noto anche come Scorpione di Trinidad, è una cultivar di peperoncino della specie Capsicum chinense, nativo dell'America Centrale e dei Caraibi. Lo ha identificato il Chili Pepper Institute dell'Università del New Mexico.

## Caratteristiche

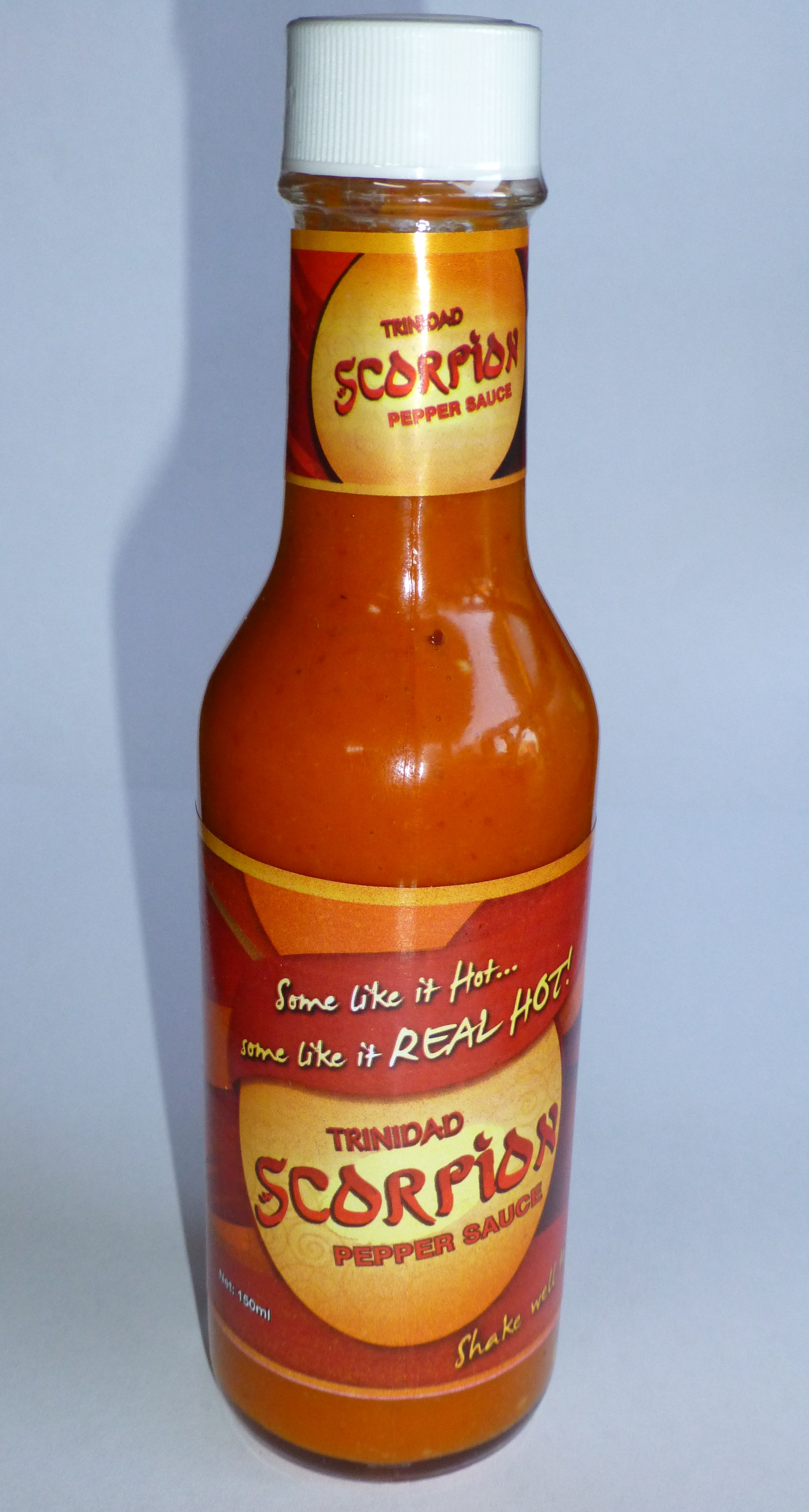
Salsa piccante a base di Trinidad Scorpion peperoni

Originario del distretto di Moruga in Trinidad e Tobago, è stato classificato nel marzo del 2011 come il più piccante al mondo, per poi perdere il posto a favore del Carolina Reaper.
Questa varietà di peperoncino ha una concentrazione molto elevata di capsaicina, raggiungendo così un grado di piccantezza estremamente elevato: 2.000.231 unità o SHU (Scoville Heat Units) (il terzo, il Naga Viper registra “soli” 1.382.118 SHU).
Il Trinidad Moruga Scorpion è grande approssimativamente come una pallina da golf (dimensioni piuttosto notevoli per un peperoncino di quella specie). La sua piccantezza è così alta (il succo capsico ha persino irritato le mani dei ricercatori passando attraverso i guanti in lattice) che l'assaggio, suggeriscono gli studiosi, dovrebbe essere fatto con estrema cautela. Esso infatti potrebbe provocare seri dolori in quanto all'inizio dell'assaggio pare non dia subito gli effetti precedentemente descritti.